# Dova
(Nume spaniole: primul, numele de familie al tatălui: Dolz, al doilea, numele de familie al mamei: González)
Francisca Dolz González cunoscută artistic sub numele de Dova (n. 31 decembrie 1943, Tavernes de la Valldigna⁠(d), Comunitatea Valenciană, Spania), este o cântăreață spaniolă de muzică pop din Valencia. Numele ei artistic este alcătuit din primele litere ale primului ei nume de familie și cele ale soțului ei, Joan Vallori.

## Biografie
Născută în Tabernes de Valldigna (Safor), familia ei s-a mutat în Valencia și mai târziu în Mallorca la Palma, unde și-a petrecut tinerețea dar mai târziu s-a mutat înapoi la Valencia.
Și-a început cariera profesională în 1963. Curând s-a impus dincolo de granițele Spaniei - în Germania, Austria, Polonia, Bulgaria și mai ales în România. La sfârșitul anilor 1960, a cântat adesea la festivaluri de muzică populară spaniolă. În 1967, a fost finalistă la al IX-lea Festival de la Canción Mediterránea din Barcelona cu piesa Com el vent.
Momentul de cotitură în cariera sa artistică a venit în 1970, cu apariția ei în programul difuzat de postul de televiziune TVE, Pasaporte a Dublin, care i-a deschis porțile pentru a participa la Concursul Muzical Eurovision din 1971. Concursul a fost câștigat de cântăreața Karina, dar Dova și-a putut demonstra versatilitatea și calitatea vocală. Piesa „Los gitanos” devine cea mai populară temă a sa.
În anii 1970, a cântat adesea la diferite festivaluri europene. 
În anul 1971, participând la Ediția a IV-a a Festivalul „Cerbul de Aur” de la Brașov, Dova a câștigat premiul special al juriului. În același an, Spania, reprezentată de Dova, Conchita Bautista și Jaime More la Festivalul de Muzică de la Belgrad, Dova a fost câștigătoare.
La începutul anilor optzeci, pune capăt carierei de cântăreață și revine la activitățile casnice. Se va întoarce pe scenă doar la unele festivaluri de caritate.

## Discografie selectivă
- La Búsqueda, 1963, EMI

1. La búsqueda
2. Un tango por favor
3. Ana María
4. Fiesta Brasileña

- Oir tu voz, 1963, EMI

1. Oir tu voz
2. Tengo una canción
3. Qué pequeńo es el cielo
4. A mi edad

- Com el vent – M'agradaría, 1967, Canigo
- La Gente, 1968, Sayton (EP)
- Corazón feliz – Digo si a la vida, 1968, Sayton
- Mr. Monday – Lo mejor que tu me has dado, 1970, Polydor
- Cançó catalana, 1971, Canigo

1. Com és que sóc així?
2. No tinc ajuda
3. Ho he de fer
4. Mai no es pot dir

- Para ti – Si fuera Domingo, 1971, Polydor
- He Ain't Heavy... He's My Brother – Los Gitanos, 1971, Polydor
- Lo vas a ver – Me despierto cantando tu nombre, 1971, Polydor
- Vete de mí – Hoy por primera vez, 1972, Polydor
- Cabaret – Tu canción, 1972, Polydor

- Dova Los Gitanos, 1972 Electrecord

1. Los Gitanos (Țiganii)
2. Je Dis „Oui“ A La Vie (Spun „Da“ Vieții)
3. My Way (Calea Mea)
4. Toi, Sans Fin (Tu Fără-ncetare)

- Hay un mañana – Miraté, miramé, 1973, Polydor
- Como una estrella – Amistad, 1974, Polydor
- ¿Qué tiene la otra? – Una sola vez, 1977, EMI – Odeon
- Tengo ganas de cantar – Milagro en Toledo, 1977, Odeon
- Grandes éxitos, 1996, CD, Polydor

1. Los Gitanos
2. Hoy por primera vez
3. Hay un mañana
4. Si fuera Domingo
5. Para tí
6. Lo vas a ver
7. Vete de mí
8. Me despierto cantando tu nombre
9. Lo mejor que tu me has dado
10. Miraté, miramé